# 前田愛 (声優)
前田 愛（まえだ あい、1975年4月19日 - ）は、日本の女性声優、歌手。兵庫県神戸市出身。青二プロダクション所属。夫は同じく声優の置鮎龍太郎。

## 経歴・人物
高校1年生のころ、アニメ『機動警察パトレイバー』に熱中し、関連本やアニメ雑誌などを購入した。それらの本から声優を職業として認識し、声だけでさまざまな役が演じられることに興味を持つ。もともと幼いころから歌手への憧れがあり、ヒロイン役の声優がエンディングテーマを歌唱していたことを知ると、「声優になれば歌も歌えるんだ」と思ったことが決め手となり声優を志す。機動警察パトレイバーの視聴をきっかけに「声優を目指したともいえます」としている。また、同時期放送のテレビアニメ『魔神英雄伝ワタル2』も影響を受けた作品に挙げており、主題歌を歌うコンテストにも参加している。人間以外のキャラクターなど「色々なものになれるのがいいな」と思い、変身願望もあったという。
高校3年時にオーディションに合格して青二塾大阪校へ入所する。週2日間（土日）の2年カリキュラムで、高校3年から大学1年にかけ「ダブルスクール」で過ごしたが、「大変だったという記憶はない」という。声優デビュー前、セーラームーンショーにてセーラーちびムーン（ちびうさ）の着ぐるみに入るスーツアクターを1年ほど経験した。声優として初めての仕事は、1996年『美少女戦士セーラームーンセーラースターズ』でのスターライツのコンサートにおけるガヤの役だった。
ゲーム『センチメンタルグラフティ』にて永倉えみる役を担当し、同作のヒロインを務めた12人の声優で結成されたユニットのSGガールズのメンバーとしても活動。

### 歌手業
歌手活動は、主に「AiM」（エイム）名義で行う。「ai」（アイ）名義にて作詞・作曲を務めることもある。
1990年代末から2000年代前半にかけては、テレビアニメやゲーム楽曲を多く担当し、『Dr.リンにきいてみて!』では主題歌を務めた。『デジモン』シリーズでは、自身がヒロインを務めた『デジモンアドベンチャー』（太刀川ミミ役）をはじめ、計3作品でED曲を担当している。また、同シリーズでOP主題歌を多数担当した和田光司とは、ユニット「カレイド☆スコープ」として、しばしば共同のライブを行っていた。

### 備考
女優の前田愛・文芸評論家の前田愛・映像プロデューサーの前田愛とは別人である。2003年に女優の前田愛が声優をした際には混同された。
かつては、前田の職業が声優であると知った友人らに、自身の担当したキャラクターを伝えても気のない反応が返ってくるのみだったが、『Yes!プリキュア5』シリーズの水無月かれん/キュアアクアを演じて以降、感嘆の声とともに一般層に認識されはじめたという。もともとプリキュアシリーズを好み、出演を希望していたこともあって、同作品への思い入れの深さを語っている。
一人っ子である。

## 出演
太字はメインキャラクター。

### テレビアニメ
1996年
- ゲゲゲの鬼太郎（第4作）（1996年 - 1997年、子供、生徒B、少年B）

1998年
- カードキャプターさくら
- センチメンタルジャーニー（永倉えみる）

1999年
- デジモンアドベンチャー（太刀川ミミ、ピョコモン）
- ムーぽん（ミーにゃん）

2000年
- デジモンアドベンチャー02（太刀川ミミ、ミーナ、ミミの息子）
- ベイビーフィリックス（マリン）
- マシュランボー（サンジュ）

2001年
- 機動天使エンジェリックレイヤー（とりまきB）
- 超GALS!寿蘭（望田幸恵）
- ナジカ電撃作戦（春風〈4C'zNs〉）

2003年
- F-ZERO ファルコン伝説（2003年 - 2004年、ケイト アレン）
- 金色のガッシュベル!!（大海恵）
- ドラえもん（テレビ朝日版第1期）（少年、女の子）

2004年
- サムライチャンプルー（コザ）
- 冒険王ビィト（2004年 - 2006年、ポアラ） - 2シリーズ

2005年
- Xenosaga THE ANIMATION（シオン・ウヅキ）

2006年
- ガイキング LEGEND OF DAIKU-MARYU（キョーコ）
- 神様家族（小森久美子）
- 金色のコルダ〜primo passo〜（津川麻衣、アナウンス嬢）
- 出ましたっ!パワパフガールズZ（くりこの担任）
- ふしぎ星の☆ふたご姫 Gyu!（メルバ）
- 祝!(ハピ☆ラキ)ビックリマン（シロロ〈幼犬〉）

2007年
- Yes!プリキュア5（2007年 - 2009年、水無月かれん / キュアアクア） - 2シリーズ
- ゲゲゲの鬼太郎（第5作）（2007年 - 2008年、片岡千草、みどり）
- はたらキッズ マイハム組（2007年 - 2008年、寿ミズキ）
- ぷるるんっ!しずくちゃん（2007年 - 2008年、ホタルちゃん） - 2シリーズ
- 人造昆虫カブトボーグ V×V（アメリア）

2009年
- 怪談レストラン（2009年 - 2010年、大空カズヨ〈アコの母親〉、シルビアの母）
- ささめきこと（早澄野江）
- はっけん たいけん だいすき!しまじろう（2009年 - 2011年、ポージくん、こゆき） - 2シリーズ
- ONE PIECE（2009年 - 、エリザベス、女海賊、シャーロット・ガレット）

2010年
- STAR DRIVER 輝きのタクト（イシノ・ヒトミ）
- ぬらりひょんの孫（2010年 - 2011年、花開院ゆら） - 2シリーズ

2011年
- スーパーロボット大戦OG -ジ・インスペクター-（カトライア・ブランシュタイン）

2012年
- 聖闘士星矢Ω（2012年 - 2013年、羅喜）
- ペルソナ4（伏見千尋）

2013年
- 探検ドリランド -1000年の真宝-（喰草創術アリソン）
- ちびまる子ちゃん（2013年 - 2024年、高丸さんの娘、お姉さん）
- ROBOTICS;NOTES（古郡みなみ）

2014年
- M3〜ソノ黒キ鋼〜（阿倉カサネ）
- ハピネスチャージプリキュア!（キュアアクア）

2015年
- ワールドトリガー（2015年 - 2016年、三雲香澄、鳩原未来）

2016年
- 美少女戦士セーラームーンCrystal Season III（冥王せつな / セーラープルート）
- 舟を編む（ナレーション）

2017年
- タイガーマスクW（クイーン・エリザベス）
- ドラゴンボール超（ユーリン）

2019年
- キラッとプリ☆チャン（虹ノ咲母、虹ノ咲おばあちゃん）

2020年
- ゲゲゲの鬼太郎（第6作）（石橋睦子）
- アサティール 未来の昔ばなし（2020年 - 2025年、アニス、サマル） - 2シリーズ
- デジモンアドベンチャー:（2020年 - 2021年、ヴァロドゥルモン）

2022年
- デジモンゴーストゲーム（明日香）

2023年
- 逃走中 グレートミッション（2023年 - 2024年、セイレーン、ファントムバタフライ）
- キボウノチカラ〜オトナプリキュア'23〜（水無月かれん）

2025年
- 日々は過ぎれど飯うまし（くれあ母）

### 劇場アニメ
2000年
- デジモンアドベンチャー ぼくらのウォーゲーム!（太刀川ミミ）
- デジモンアドベンチャー02 デジモンハリケーン上陸!! / 超絶進化!! 黄金のデジメンタル（太刀川ミミ）

2001年
- デジモンアドベンチャー02 ディアボロモンの逆襲（太刀川ミミ）

2004年
- 劇場版 金色のガッシュベル!! 101番目の魔物（大海恵）

2005年
- 劇場版 金色のガッシュベル!! メカバルカンの来襲（大海恵）

2007年
- 映画 Yes!プリキュア5 鏡の国のミラクル大冒険!（水無月かれん / キュアアクア）

2008年
- 映画 Yes!プリキュア5GoGo! お菓子の国のハッピーバースディ♪（水無月かれん / キュアアクア）
- 劇場版ストレイト・ジャケット（ネリン・シモンズ）

2009年
- 映画 プリキュアオールスターズDX みんなともだちっ☆奇跡の全員大集合!（水無月かれん / キュアアクア）

2010年
- 映画 プリキュアオールスターズDX2 希望の光☆レインボージュエルを守れ!（水無月かれん / キュアアクア）

2011年
- 映画 プリキュアオールスターズDX3 未来にとどけ! 世界をつなぐ☆虹色の花（水無月かれん / キュアアクア）

2012年
- 名探偵コナン 11人目のストライカー（アナウンス）

2014年
- 映画 プリキュアオールスターズNewStage3 永遠のともだち（水無月かれん / キュアアクア）

2015年
- PERSONA3 THE MOVIE#3-4（伏見千尋）

2017年
- 交響詩篇エウレカセブン ハイエボリューション1（家族B）

2018年
- さよならの朝に約束の花をかざろう（ミリア）
- 映画 HUGっと!プリキュア♡ふたりはプリキュア オールスターズメモリーズ（水無月かれん / キュアアクア）

2021年
- 劇場版 美少女戦士セーラームーンEternal（冥王せつな / セーラープルート）
- 映画 ヒーリングっど♥プリキュア ゆめのまちでキュン!っとGoGo!大変身!!（水無月かれん / キュアアクア）

2023年
- 劇場版 美少女戦士セーラームーンCosmos（冥王せつな / セーラープルート） - 前後編

### OVA
1994年
- ぼくはこのまま帰らない（女性達）

1997年
- でたとこプリンセス（妻）

2000年
- クーちゃんとテクテク（クーちゃん）
- 伝心 まもって守護月天!（愛原花織）

2001年
- スペクトラルフォース2 永遠なる奇蹟（ランジェ）

2005年
- アンパンマンとはじめよう! 元気100倍! おゆうぎしようね（あかちゃんうさぎ）

2007年
- ストレイト・ジャケット（ネリン・シモンズ）

2008年
- ドラえもんといっしょ ドラミちゃんとできるかな（ハー）

2010年
- Halo Legends（コルタナ）

### Webアニメ
- Xenosaga II to III a missing year〜U.M.N.に封印されし真実の断片〜（2006年、シオン・ウヅキ）
- 美少女戦士セーラームーンCrystal（2015年、冥王せつな / セーラープルート[34]）

### ゲーム
1997年
- こみっくろーど（吉田まゆみ）
- サターンボンバーマンファイト!!（レウィシア）
- シャイニング・フォースIII（マスキュリン）
- メタルエンジェル3（モリィ・スミス、夕凪京呼）
- ラングリッサーIV（ジェシカ）

1998年
- センチメンタルグラフティ（永倉えみる）
- デジタルフィギュア イイナ（波音ユキ）
- 星の丘学園物語 学園祭（花菱静香）
- YAKATA NIGHTMARE PROJECT（藤沼ユリエ）
- ラングリッサーV 〜The End of Legend〜（ジェシカ）
- 湾岸トライアルLOVE（倉石絵里）

1999年
- 学園戦隊ソルブラスト（百合沢美織）
- スピリチュアルソウル2 蒼き瞳の精霊使い（小女神ロニィ）
- スペクトラルフォース 愛しき邪悪（ティナ）

2000年
- センチメンタルグラフティ2（永倉えみる）
- FAVORITE DEAR 〜for windows〜（ユリアナ・アンドラング）

2001年
- 決戦II（理理、美美、留留）
- ウィークネスヒーロー トラウマン（土倉紀色）
- ミスタードリラー（2001年 - 2002年、ハタケヤマ・エグリ、ホウ・ランカ、ヒタル） - 2作品

2002年
- イノセントティアーズ（吉野砂姫）
- Thread Colors〜さよならの向こう側〜（鳴滝葵）
- ゼノサーガ エピソードI［力への意志］（シオン・ウヅキ）
- どこまでも青く…（松倉藍）

2003年
- いくねこ（先生、すずまる）
- Only you リベルクルス（軽井沢成美）

2004年
- 片神名〜喪われた因果律〜（高倉未奈美）
- 金色のガッシュベル!! 友情タッグバトル（大海恵）
- 金色のガッシュベル!!（2004年 - 2005年、大海恵） - 4作品
- 金色のガッシュベル!! 激闘!最強の魔物達（大海恵）
- 金色のガッシュベル!! うなれ!友情の電撃2（大海恵）
- SIMPLE2000シリーズ（2004年 - 2006年、鳴滝葵、マリナ・リア・スフォルツア） - 2作品
- ゼノサーガ エピソードII［善悪の彼岸］（シオン・ウヅキ）
- ゼノサーガ フリークス（シオン・ウヅキ）
- 戦国無双（お市、新武将女） - 2作品

2005年
- 金色のガッシュベル!! うなれ!友情の電撃 ドリームタッグトーナメント（大海恵）
- しろがねの鳥籠（パット）
- NAMCO x CAPCOM（シオン・ウヅキ）
- 冒険王ビィト ダークネスセンチュリー（ポアラ）
- リモートコントロールダンディSF（ローラ）

2006年
- 乙女的恋革命★ラブレボ!!（2006年 - 2010年、荻野梨恵） - 2作品
- THE ロボットつくろうぜっ! 激闘!ロボットファイト（来宮アスカ、草壁メイ）
- ゼノサーガI・II（シオン・ウヅキ）
- ゼノサーガ エピソードIII［ツァラトゥストラはかく語りき］（シオン・ウヅキ）
- 戦国無双2（2006年 - 2007年、お市） - 3作品
- ときめきメモリアル Girl's Side 2nd Kiss（西本はるひ）
- ラブ★コン 〜パンチDEコント〜（田中千春）
- レッスルエンジェルス サバイバー（越後しのぶ、優香）

2007年
- Yes!プリキュア5（水無月かれん / キュアアクア）
- オレンジハニー 〜僕はキミに恋してる〜（芝崎那智）
- 戦国無双KATANA（お市）
- ドラグナーズアリア 竜が眠るまで（ユーフェ・カルム）
- 無双OROCHI（お市）
- Wonderland ONLINE（マリア）

2008年
- 赤い糸 DS（中西優梨）
- StreetGears（ルナ）
- ファンタシースターZERO（アナ）
- ペルソナ4（伏見千尋）
- 無双OROCHI 魔王再臨（お市）
- ユグドラ・ユニオン（ニーチェ、ユーディ）
- ルーンファクトリー2（ユエ、アリア）

2009年
- 旋光の輪舞 Dis-United Order（ユルシュル・ユクスキュル）
- 戦国無双3（2009年 - 2011年、お市） - 4作品
- ちゃおまんがステーション（ナレーション）
- 無双OROCHI Z（お市）
- LUNAR 〜HARMONY of SILVER STAR〜（アルテナ）

2010年
- ひぐらしのなく頃に絆 第四巻・絆（公由志乃）

2011年
- STAR DRIVER 輝きのタクト 銀河美少年伝説（イシノ・ヒトミ）
- 戦国無双 Chronicle（お市）
- 無双OROCHI 2（2011年 - 2013年、お市） - 4作品

2012年
- 戦国無双 Chronicle 2nd（お市）
- ダークエスケープ 3D（コートニー・ウォル）

2013年
- ゴッドイーター2（プレイヤーボイス）
- デジモンアドベンチャー（太刀川ミミ）

2014年
- M3〜ソノ黒キ鋼〜///MISSION MEMENTO MORI（阿倉カサネ）
- 戦国無双 Chronicle 3（お市）
- 戦国無双4（2014年 - 2015年、お市）- 3作品 
- 討鬼伝 極（虚海）

2015年
- 影牢 〜もう1人のプリンセス〜（ヴェルギリエ）
- けものフレンズ（ロスチャイルドキリン、ワニガメ、タママ）
- ゼノブレイドクロス（アバターボイス〈王道〉）
- デジモンストーリー サイバースルゥース（サヨ） - DLC追加キャラクター
- ひぐらしのなく頃に粋（公由志乃）

2016年
- スーパーロボット大戦OG ムーン・デュエラーズ（イラドーヤ・クジューア）
- 戦国無双 〜真田丸〜（お市）

2017年
- プリキュア つながるぱずるん（水無月かれん / キュアアクア）
- ゼノブレイド2（アステル）

2018年
- GI-VICTORY ROAD（坂下淀 ）
- スーパーロボット大戦X-Ω（グーニラ・グレーナー）
- 無双OROCHI 3（2018年 - 2019年、お市） - 2作品

2019年
- 金色のガッシュベル!! Golden Memories（大海恵）

2020年
- ぷよぷよ!!クエスト（2020年 - 2021年、セーラープルート / スーパーセーラープルート / エターナルセーラープルート、キュアアクア）
- 放置少女〜百花繚乱の萌姫たち〜（歩隲、衛青）

2021年
- 戦国無双5（お市）
- 共闘ことばRPG コトダマン（2021年 - 2023年、大海恵、太刀川ミミ）

2024年
- 金色のガッシュベル!! 永遠の絆の仲間たち（大海恵）
- パズドラ（太刀川ミミ）

### ドラマCD
- アルトネリコ 世界の終わりで詩い続ける少女 side.オリカ（サヤ）
- オレンジハニー シリーズ（芝崎那智）
- 終わりのクロニクル（風見千里）
- クラノア シリーズ（トオコ）
  - クラノア Hello Again
  - クラノア Yesterday once more
  - クラノア another girl
  - クラノア close to you
- クローバー（柏原るみ）
- Cobalt 「ヨリドラ'05」収録 鏡のお城のミミ（ミミ）
- ゼノサーガOUTER FILE Vol.1 - 3（シオン・ウヅキ）
- ゾンビ屋れい子（笑美子）
- DARK EDGE はじまりの予鈴 （岡本香奈）
- 月と貴女に花束を〜ちはやの挑戦（弓削ちはや）
- Dollyholic（マシロ、カタシロ[54]）
- ぬらりひょんの孫（花開院ゆら）
- 果てしなく青い、この空の下で…。（松倉藍、2001年）
- 花宵ロマネスク シリーズ（桐原珠美）
- はやて×ブレード（染谷ゆかり）
- ペルソナ3（伏見千尋）
  - Full Moon
- ペンギンゑにし シリーズ（千鳥寧々）
  - ペンギンゑにし 第一譚 迷子ゆうれい
  - ペンギンゑにし 第二譚 少女神隠し
  - ペンギンゑにし 第三譚 天狗草紙[55]
- 封神演義（白鶴童子）
- まもって守護月天! 再逢（愛原花織）
- Missing 呼び声の物語（遠見梨花子）
- ユグドラ・ユニゾン 〜聖剣武勇伝〜（ニーチェ、ユーディ）
- ラブ★コン シリーズ（2003年 - 2005年、田中千春）
- ラブ・モンスター（モモ）
- Limited. PICARESQUE（永峯泉美）
- ワイルドアームズ セカンドイグニッション オリジナルドラマ（マリナ・アイリントン）

### 吹き替え

#### 映画
- キル・ビル Vol.1 アニメパート（子供時代のオーレン・イシイ）

### デジタルコミック
- 別マプレミアム デジコミ DVD「ラブ★コン」（2003年、田中千春） - 『別冊マーガレット』2004年1月号付録

### バラエティ
- アニソンヒットチャート（パーソナリティ）
- アニメなんでもランキング（パーソナリティ）
- SMAP×SMAP（ナレーション）
- 世界まる見え!テレビ特捜部（声の出演）
- 大胆MAP 顔を見てみたいアニメキャラクター30人全部見せちゃうよ! 春の撮れたて新作SP（テレビ朝日、2008年4月6日） - 『Yes!プリキュア5』の水無月かれん役として紹介された。

### ラジオ
時期不明
- 宮川賢の誰なんだお前は?!（TBSラジオ：ネプチューンのコーナーアシスタント）
- ゼノサーガ・フリフリキャスト（インターネットラジオ：時期不明）

1997年
- センチメンタルナイト（TBSラジオ）

1998年
- 帰ってきたセンチメンタルナイト（TBSラジオ）
- 前田家の野望（インターネットラジオ：4月 - ？月）

1999年
- Onlyセンチメンタルナイト2（TBSラジオ）
- a-FANFAN（3月 - 2000年9月）

2001年
- OBCブンブンリクエスト金曜日（ラジオ大阪：4月 - 9月）

2002年
- AiMの意外と癒します!（文化放送：10月 - 2003年12月27日）

2005年
- TOKYO→NIIGATA MUSIC CONVOY火曜日（FM PORT：12月分ナビゲーター）

2006年
- 木内レイコと前田愛 アニメが作りたいんですけどっ!!（インターネットラジオ：放送月不明）

2007年
- NISSAN シネマ・メゾン（ニッポン放送：4月2日 - 9月24日）

2010年
- ぬら孫ラジオ 百鬼夜Go!（第15回ゲスト）

### CM
- 集英社（神谷浩史と、ラジオCM）
- ピーアーク（ピーくん）
- マーガレットコミックス（マーガレット・Cookie・別冊マーガレット・りぼん・りぼんマスコットコミックス）

### その他
- あの歌がきこえる
- 恋する音楽小説「夢のしっぽ」
- サンケイスポーツ「Yell Message 第3章」
- 総合格闘技パチンコ・鉄拳伝タフ（三宮華音）
- ジューシーナの店頭用VP（ナレーション）
- 趣味悠々 山田香織のミニ盆栽でつくる小さな景色（ナレーション）
- 世界まる見え!テレビ特捜部（番組中の吹き替え）

## ディスコグラフィ

### コラボレーション・シングル
| # | 発売日         | タイトル                     | 収録曲                                                                            | 備考                                                         | 規格品番                                                                              | 名義                                                              | 最高位 |
| - | -------------- | ---------------------------- | --------------------------------------------------------------------------------- | ------------------------------------------------------------ | ------------------------------------------------------------------------------------- | ----------------------------------------------------------------- | ------ |
| 1 | 1998年8月7日   | Boys & Girls                 | 1. Boys & Girls 2. GATHER, TOGETHER                                               | PPC「前田家の野望」OP/EDテーマ                               |                                                                                       | *ASTERISK （前田千亜紀・前田このみ・前田愛）                      |        |
| 2 | 2002年11月22日 | an Endless tale              | 1. an Endless tale 2. 遥かな贈りもの                                              | 「デジモンフロンティア」EDテーマ                             | NECM-12038                                                                            | 和田光司&AiM                                                      |        |
| 3 | 2009年8月1日   | 未来への扉〜あの夏の日から〜 |                                                                                   |                                                              | NECM-12163                                                                            | 和田光司、AiM、Hassy、Sammy、谷本貴義、太田美知彦                 | 175位  |
| 4 | 2011年7月6日   | Days                         |                                                                                   |                                                              | 配信限定                                                                              | Hassy、いとうかなこ、Sammy、前田愛&和田光司                       |        |
| 5 | 2017年9月27日  | アイコトバ                   | 1. アイコトバ 2. PTG 3. ウォウウォウイエイ (宮﨑歩のソロ曲) 4. 恋衣 (AiMのソロ曲) | 『デジモンアドベンチャー tri.』第5章「共生」EDテーマ         | NEZM-90015/6（Type-A） NECM-13029（Type-B） NECM-13030（Type-C） NECM-13031（Type-D） | 宮﨑歩&AiM                                                        | 47位   |
| 6 | 2018年5月2日   | Butter-Fly〜tri.Version〜    | 「Butter-Fly〜tri.Version〜」                                                     | 『デジモンアドベンチャー tri.』第6章「ぼくらの未来」EDテーマ | NECM-10257                                                                            | 選ばれし子どもたち、デジモンシンカーズ、宮崎歩、AiM with 和田光司 |        |

### 映像作品

#### Music Clip
| # | 発売日        | タイトル                                           | 規格品番  | 最高位 |
| - | ------------- | -------------------------------------------------- | --------- | ------ |
| 1 | 2001年2月21日 | ミュージッククリップ&メイキング「いつも いつでも」 | NEBM-1001 |        |

### キャラクターソング
| 発売日   | 商品名                                                                           | 歌 | 楽曲                                 | 備考                                               |
| 1997年   | 1997年                                                                           | 1997年 | 1997年                               | 1997年                                             |
| -------- | -------------------------------------------------------------------------------- | --- | ------------------------------------ | -------------------------------------------------- |
| 6月21日  | センチメンタル グラフティ4 私立萌黄女子高校 3年D組出席番号23番「永倉えみる」     | 永倉えみる（前田愛） | 「私のもとへ逢いに来て」             | ゲーム『センチメンタルグラフティ』関連曲           |
| 1998年   |                                                                                  | |                                      |                                                    |
| 1月14日  | ボンバーマンセレクション'98                                                      | レウィシア（前田愛） | 「信じてる…」                        | ゲーム『サターンボンバーマンファイト!!』関連曲     |
| 11月27日 | 星の丘学園物語 学園祭 スペシャルボーカルアルバム                                 | 花菱静香（前田愛） | 「RENAISSANCE」                      | ゲーム『星の丘学園物語 学園祭』関連曲              |
| 2003年   |                                                                                  | |                                      |                                                    |
| 7月24日  | 金色のガッシュベル!! キャラクターソングシリーズ LEVEL.4                          | 大海恵（前田愛） | 「光のプリズム」                     | テレビアニメ『金色のガッシュベル!!』関連曲         |
| 7月24日  | 金色のガッシュベル!! キャラクターソングシリーズ LEVEL.4                          | 大海恵（前田愛）、ティオ（釘宮理恵）                                                                                               | 「優しさのチカラ」                   | テレビアニメ『金色のガッシュベル!!』関連曲         |
| 2007年   |                                                                                  | |                                      |                                                    |
| 4月24日  | Yes!プリキュア5 ボーカルアルバム1 〜青春乙女LOVE&DREAM〜                         | 水無月かれん（前田愛） | 「Heavenly Blue」                    | テレビアニメ『Yes!プリキュア5』関連曲              |
| 11月9日  | Yes!プリキュア5 ボーカルアルバム2 〜VOCAL EXPLOSION!〜                           | 水無月かれん（前田愛） | 「きっと大丈夫」                     | テレビアニメ『Yes!プリキュア5』関連曲              |
| 11月9日  | Yes!プリキュア5 ボーカルアルバム2 〜VOCAL EXPLOSION!〜                           | ぷりきゅあ5 | 「1,2, シュート!〜Five Explosion〜」 | テレビアニメ『Yes!プリキュア5』関連曲              |
| 2008年   |                                                                                  | |                                      |                                                    |
| 8月6日   | Yes!プリキュア5GoGo! ボーカルアルバム1 My dear friend 〜プリキュアからの招待状〜 | ぷりきゅあ5 | 「Shine 5 Hearts」                   | テレビアニメ『Yes!プリキュア5GoGo!』関連曲         |
| 10月1日  | ドラえもんのうたってあそぼう放送局!! しつけをおぼえたら てあそびのじかん         | トイレ王子（伊倉一恵）、スリッパ3人（笠原留美、前田愛、今野宏美）、ミヨ（神田朱未）、太郎（鉄炮塚葉子）、勝（日比愛子）            | 「トイレでオーレ!」                  | テレビアニメ 『ドラえもん』関連曲                  |
| 12月3日  | Yes!プリキュア5GoGo!ボーカルアルバム2 SWITCH ON！〜そして、世界は拡がっていく〜  | 秋元こまち（永野愛）、水無月かれん（前田愛）                                                                                       | 「コドモノ時間」                     | テレビアニメ『Yes!プリキュア5GoGo!』関連曲         |
| 12月3日  | Yes!プリキュア5GoGo!ボーカルアルバム2 SWITCH ON！〜そして、世界は拡がっていく〜  | 秋元こまち（永野愛）、水無月かれん（前田愛）                                                                                       | 「そして、世界は拡がっていく」       | テレビアニメ『Yes!プリキュア5GoGo!』関連曲         |
| 12月3日  | Yes!プリキュア5GoGo!ボーカルアルバム2 SWITCH ON！〜そして、世界は拡がっていく〜  | ぷりきゅあ5 plus くるみ | 「明日、花咲く。笑顔、咲く。」       | テレビアニメ『Yes!プリキュア5GoGo!』関連曲         |
| 2009年   |                                                                                  | |                                      |                                                    |
| 12月23日 | ささめきこと オリジナルドラマCD 純夏の一番長い日                                 | 蓮賀朋絵（原田ひとみ）、当麻みやこ（斎藤千和）、早澄野江（前田愛）、蒼井あずさ（牧口真幸）、関寺晶（早水リサ）、村雨天海（大川透） | 「人生はパーティー〈完全版〉」       | テレビアニメ『ささめきこと』関連曲                 |
| 2010年   |                                                                                  | |                                      |                                                    |
| 8月18日  | Sparky☆Start                                                                     | 片手☆SIZE | 「Sparky☆Start」                     | テレビアニメ『ぬらりひょんの孫』エンディングテーマ |
| 8月18日  | Sparky☆Start                                                                     | 片手☆SIZE | 「雷雷パレード」                     | テレビアニメ『ぬらりひょんの孫』関連曲             |
| 11月17日 | Symphonic☆Dream                                                                  | 片手☆SIZE | 「Symphonic☆Dream」                  | テレビアニメ『ぬらりひょんの孫』エンディングテーマ |
| 11月17日 | Symphonic☆Dream                                                                  | 片手☆SIZE | 「TKGしか愛せない」                  | テレビアニメ『ぬらりひょんの孫』関連曲             |

### 参加作品
2000年
- デジモンアドベンチャー02 ベストパートナー (5) 太刀川ミミ&パルモン（7月26日）
- デジモンアドベンチャー02 クリスマスファンタジー（11月2日）

2001年
- センチメンタルグラフティ2 スーパーベスト（9月29日）
- Dr.リンにきいてみて! クリスマスナイト（10月30日）
- デジモンテイマーズ クリスマスイリュージョン（11月7日）
- We Love DiGiMONMUSiC SPECIAL 勇気を受け継ぐ子供達へ－お台場メモリアル 8/1計画－（7月24日）

2004年
- Happy Tomorrow☆（2月25日）

2005年
- しろがねの鳥籠（10月13日）

2006年
- ことばのパズル もじぴったん大辞典 オリジナルサウンドトラックCD（3月15日）

2007年
- とびっきり! 勇気の扉（6月27日）
- デジモン 10th ANNIVERSARY-夢への架け橋-（8月1日）

2010年
- ぬらりひょんの孫 キャラクターCD 家長カナ／花開院ゆら（12月15日）

2011年
- Orange Smile（片手☆SIZE【平野綾・堀江由衣・前田愛】、7月27日）
- Departure（片手☆SIZE【平野綾・堀江由衣・前田愛】、10月26日）

発表年不詳
- Just for Your Life（「ベルク」のテーマソング）[56][57]

## 映像出演

### DVD
- ぬらりひょんの孫〜百鬼夜行の宴〜（2011年4月28日）

### シリーズ一覧
1. ↑  第1期（2004年 - 2005年）、第2期『エクセリオン』（2005年 - 2006年）
2. ↑  『Yes!プリキュア5』（2007年 - 2008年）、続編『Yes!プリキュア5GoGo!』（2008年 - 2009年）
3. ↑  第1期（2007年）、第2期『あはっ☆』（2008年）
4. ↑  『はっけん たいけん だいすき! しまじろう』（2009年）、『しまじろう ヘソカ』（2011年）
5. ↑  第1期（2010年）、第2期『ぬらりひょんの孫 〜千年魔京〜』（2011年）
6. ↑  第1作（2020年）、第2作『アサティール2 未来の昔ばなし』（2024年 - 2025年）
7. ↑  『グレート』（2001年）、『ドリルランド』（2002年）
8. ↑  『魔界のブックマーク』（2004年）、『友情タッグバトル フルパワー』（2004年）、『友情タッグバトル2』（2005年）、『ゴー!ゴー!魔物ファイト!!』（2005年）
9. ↑  『Vol.45 THE 恋と涙と、追憶と…。〜スレッドカラーズ さよならの向こう側〜』（2004年）、『Vol.100 THE 男たちの機銃砲座』（2006年）
10. ↑  『戦国無双』、『猛将伝』
11. ↑  『乙女的恋革命★ラブレボ!!』（2006年）、『Portable』（2010年）
12. ↑  『戦国無双2』（2006年）、『Empires』（2006年）、『猛将伝』（2007年）
13. ↑  『戦国無双3』（2009年）、『猛将伝』（2011年）、『Z』（2011年）、『Empires』（2011年）
14. ↑  『無双OROCHI 2』（2011年）、『Special』（2012年）、『Hyper』（2012年）、『Ultimate』（2013年）
15. ↑  『戦国無双4』（2014年）、『Ⅱ』（2015年）、『Empires』（2015年）
16. ↑  『無双OROCHI 3』（2018年）、『Ultimate』（2019年）

### 初出話一覧
1. 1 2  第69話初出
2. ↑  第21話初出
3. 1 2  第1話初出

### ユニットメンバー
1. 1 2  夢原のぞみ / キュアドリーム（三瓶由布子）、夏木りん / キュアルージュ（竹内順子）、春日野うらら / キュアレモネード（伊瀬茉莉也）、秋元こまち / キュアミント（永野愛）、水無月かれん / キュアアクア（前田愛）
2. ↑  夢原のぞみ / キュアドリーム（三瓶由布子）、夏木りん / キュアルージュ（竹内順子）、春日野うらら / キュアレモネード（伊瀬茉莉也）、秋元こまち / キュアミント（永野愛）、水無月かれん / キュアアクア（前田愛）、美々野くるみ / ミルキィローズ（仙台エリ）
3. ↑  家長カナ（平野綾）、雪女（堀江由衣）、花開院ゆら（前田愛）